# (1516) Henry
(1516) Henry ist ein Asteroid des Hauptgürtels, der am 28. Januar 1938 von dem französischen Astronomen André Patry in Nizza entdeckt wurde.
Der Name des Asteroiden wurde zu Ehren der französischen Astronomen und Optikern Paul und Prosper Henry gewählt.